# Eliyahu Dobkin

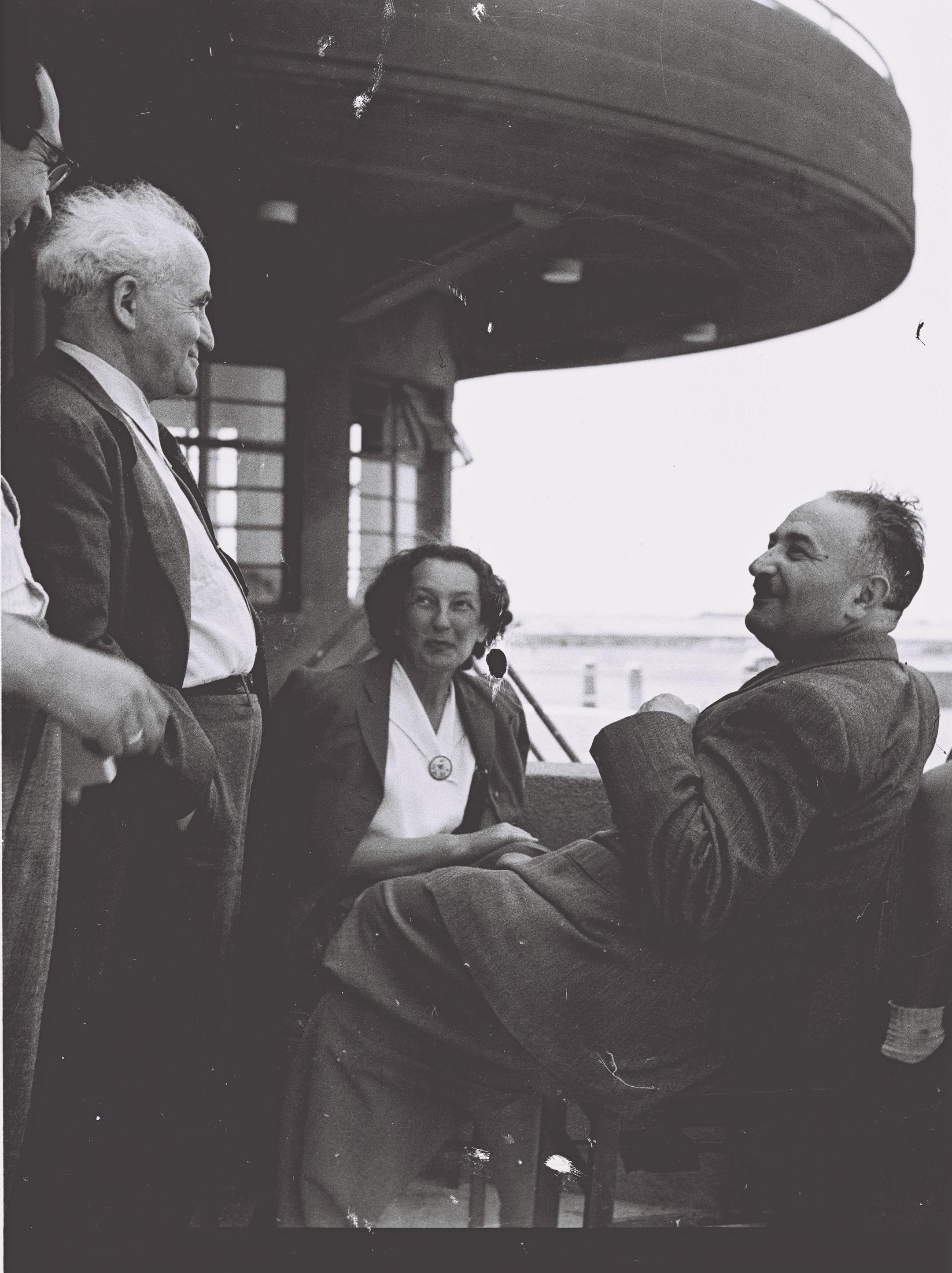
Eliyahu Dobkin (sitzend rechts) und seine Frau im Gespräch mit David Ben-Gurion, Mai 1947.

Eliyahu Dobkin (hebräisch אליהו דובקין; geb. 31. Dezember 1898 in Babrujsk, Russisches Kaiserreich, heute Belarus; gest. 26. Oktober 1976 in Jerusalem) war ein zionistischer Aktivist und einer der Unterzeichner der Unabhängigkeitserklärung Israels.

## Leben
Eliyahu Dobkin wuchs in einer religiös zionistischen Familie in Babrujsk auf, wo er den Cheder und ein Gymnasium besuchte. Sein Vater war Holzhändler, später Bankier und Anhänger der Misrachi-Bewegung. 1917, als Jurastudent an der Universität Charkow, schloss sich Eliyahu der Organisation Hechaluz an, die in diesem Jahr von Joseph Trumpeldor gegründet worden war. Während der Oktoberrevolution zog er nach Polen und wurde 1921 zum Generalsekretär des internationalen Zentrums des Hechaluz mit Sitz in Warschau gewählt.
Er gehörte zu den Gründern der Partei Mapai. 1932 emigrierte er mit seiner Frau und seiner Tochter auf dem italienischen Schiff Carnaro von Triest nach Palästina. Er ließ sich in Tel Aviv nieder und wurde im selben Jahr Leiter der Immigrationsabteilung der Histadrut. Von 1933 bis zu seiner Pensionierung 1968 gehörte er dem Zionistischen Generalrat („Zionist General Council“) an, der obersten zionistischen Institution. Als er von der Mapai 1936 zum Vorstandsmitglied der Jewish Agency ernannt wurde, zog er nach Jerusalem und versah dieses Amt ebenfalls bis 1968. Im Zweiten Weltkrieg war er für die Rettung europäischer Juden vor der Schoa zuständig und organisierte die Jugend-Alijah sowie die illegale Einwanderung nach Palästina.
Er gehörte zu den 37 Unterzeichnern der israelischen Unabhängigkeitserklärung, befand sich aber im Moment der Verkündung des Staates Israel im belagerten Jerusalem, so dass er seine Unterschrift erst etwas später anbringen konnte. Von 1948 bis 1961 war er Direktionsvorsitzender von Keren Hayesod.
Dobkin war auch Kunstsammler, Vorsitzender des Bezalel-Museums, und nach der Errichtung des Israel-Museums dortiges Direktionsmitglied bis zu seinem Tod. Das Israel-Museum beherbergt eine nach ihm benannte Sammlung antiker Gläser.
Die jüdische Presse der Arbeiterbewegung in Polen veröffentlichte in den 1930er Jahren mehrere jiddische Beiträge Dobkins. 1945 erschien in Jerusalem sein hebräisch geschriebenes Buch mit dem übersetzten Titel „Die Alija und die Rettung in den Jahren des Holocaust“ (Haaliya vehahatzala bischnot haschoa).